# دنيبرو-1
دنيبرو-1 (بالأوكرانية: СК «Дніпро-1») كان فريق كرة قدم أوكراني من مدينة دنيبرو.تأسس الفريق في 2017 .
في سنة 2024 إنحل النادي.